# Karpiówka
Karpiówka – wieś w Polsce położona w województwie lubelskim, w powiecie kraśnickim, w gminie Kraśnik. Leży w odległości ok. 9 km od Kraśnika, sąsiaduje bezpośrednio z Stróżą-Kolonią.
W latach 1975–1998 miejscowość należała administracyjnie do ówczesnego województwa lubelskiego.
Wieś stanowi sołectwo gminy Kraśnik. Według Narodowego Spisu Powszechnego (III 2011 r.) wieś liczyła 427 mieszkańców. 

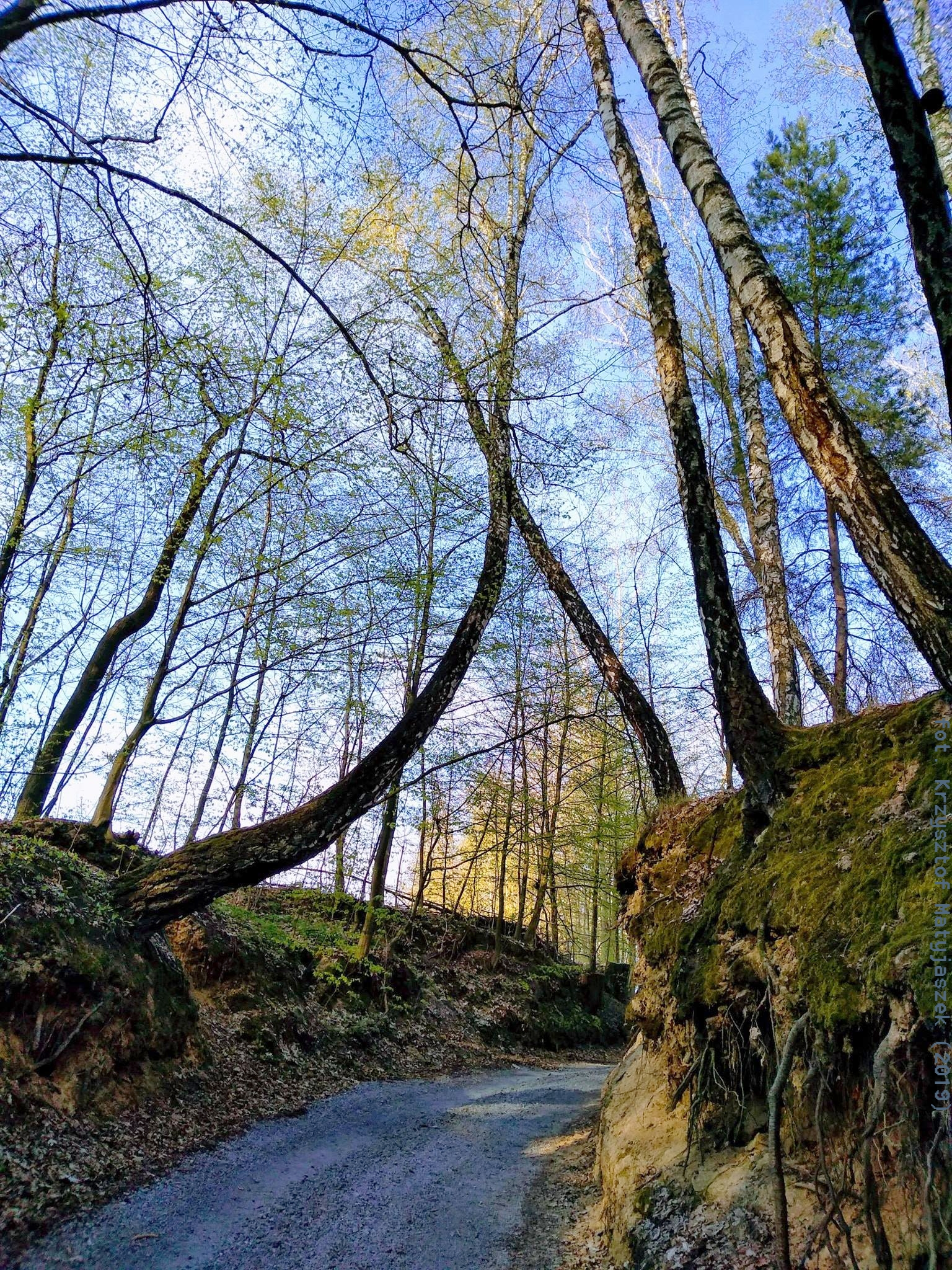
Las Karpiowski gmina Kraśnik, 2019

Wierni Kościoła rzymskokatolickiego należą do parafii Trójcy Przenajświętszej i Matki Bożej Częstochowskiej w Stróży-Kolonii.

## Historia
Wieś wymieniana jest w Słowniku Geograficznym Królestwa Polskiego jako wchodząca w skład byłej Gminy Brzozówka.
II wojna światowa
W Karpiówce od 1942 działał oddział Gwardii Ludowej pod dowództwem L. Plichty. W odwecie za działalność partyzancką Niemcy dokonali 31 grudnia 1943 r. pacyfikacji wsi. Zginęło wówczas ponad 40 mieszkańców rozstrzelanych i spalonych żywcem w zaryglowanej stodole. Pochowano ich na cmentarzyku obok wsi. Co roku w rocznicę tych wydarzeń w kościele odprawiana jest msza w intencji pomordowanych.
W 1946 odznaczona Orderem Krzyża Grunwaldu III klasy.
Po tragicznych doświadczeniach wojennych część mieszkańców utworzyło Kolonię Karpiówka karczując fragment Lasu Karpiowskiego.

## Demografia
| Opis     | 2006 | 2007 | 2008 | 2011 | 2021 |  |
| -------- | ---- | ---- | ---- | ---- | ---- |  |
| kobiet   |      | 213  |      |      | 196  |  |
| mężczyzn |      | 222  |      |      | 214  |  |
| ogółem   | 446  | 435  | 427  | 410  |      |  |